# Nils Skoglund

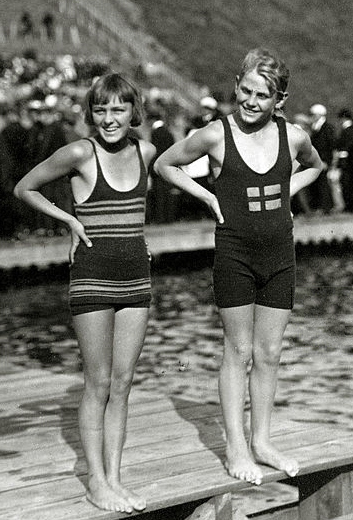
Aileen Riggin und Nils Skoglund 1920

Niklas „Nils“ Skoglund (* 15. August 1906 in Stockholm; † 1. Januar 1980 ebenda) war ein schwedischer Wasserspringer.
Er gewann bei den Olympischen Sommerspielen 1920 in Antwerpen die Silbermedaille im einfachen Turmspringen (3 m und 10 m) der Herren mit 8/183,0 Punkten.